# Copa del Mundo de Ciclismo de 1999
La Copa del Mundo de Ciclismo en el año 1999 tuvo los siguientes resultados:

## Calendario
| Prueba                   | Fecha         | País         | Vencedor             | Equipo del vencedor |
| ------------------------ | ------------- | ------------ | -------------------- | ------------------- |
| Milán-San Remo           | 20 de marzo   | Italia       | Andréi Chmil         | Lotto-Mobistar      |
| Tour de Flandes          | 4 de abril    | Bélgica      | Peter Van Petegem    | TVM                 |
| París-Roubaix            | 11 de abril   | Francia      | Andrea Tafi          | Mapei-Quick Step    |
| Lieja-Bastoña-Lieja      | 18 de abril   | Bélgica      | Frank Vandenbroucke  | Cofidis             |
| Amstel Gold Race         | 24 de abril   | Países Bajos | Michael Boogerd      | Rabobank            |
| Clásica de San Sebastián | 8 de agosto   | España       | Francesco Casagrande | Vini Caldirola      |
| HEW Cyclassics           | 15 de agosto  | Alemania     | Mirko Celestino      | Team Polti          |
| Campeonato de Zúrich     | 22 de agosto  | Suiza        | Grzegorz Gwiazdowski | Cofidis             |
| París-Tours              | 3 de octubre  | Francia      | Marc Wauters         | Rabobank            |
| Giro de Lombardía        | 16 de octubre | Italia       | Mirko Celestino      | Team Polti          |

## Clasificación
| Posición | Ciclista            | Equipo           | Puntos |
| -------- | ------------------- | ---------------- | ------ |
|          | Andréi Chmil        | Lotto-Mobistar   | 299    |
| 2        | Michael Boogerd     | Rabobank         | 238    |
| 3        | Frank Vandenbroucke | Cofidis          | 214    |
| 4        | Peter Van Petegem   | TVM              | 153    |
| 5        | Markus Zberg        | Rabobank         | 145    |
| 6        | Johan Museeuw       | Mapei-Quick Step | 138    |
| 7        | Paolo Bettini       | Mapei-Quick Step | 137    |
| 8        | Zbigniew Spruch     | Lampre-Daikin    | 131    |
| 9        | Léon van Bon        | Rabobank         | 123    |
| 10       | Marc Wauters        | Rabobank         | 107    |

## Clasificación por equipos
| Posición | Equipo           | País         | Puntos |
| -------- | ---------------- | ------------ | ------ |
| 1        | Rabobank         | Países Bajos | 94     |
| 2        | Mapei-Quick Step | Italia       | 89     |
| 3        | Lotto-Mobistar   | Bélgica      | 73     |